# 董方 (明朝)
董方（1416年—1483年），字仲矩，北直隸順天府通州漷縣人，民籍，明朝政治人物。

## 生平
正統九年（1444年）甲子科順天鄉試第五十五名舉人，十年（1445年）聯捷乙丑科會試第九十六名，三甲第六十九名進士。兵部觀政，授大理寺評事，歷升大理寺左寺副、大理寺左寺正、大理寺右寺丞、大理寺右少卿，成化元年（1465年）升刑部右侍郎，十年（1474年）二月升都察院右都御史、巡撫大同，十二月升刑部左侍郎，十一年（1475年）升刑部尚書，十三年（1477年）致仕，十九年（1483年）卒，享年六十八歲，贈太子少保。

## 家族
曾祖董友才；祖父董興；父董政。子董寧。